# Ladj Ly
Ladj Ly (Parigi, 3 gennaio 1978) è un attore, regista e sceneggiatore francese, conosciuto per il film I miserabili.

## Biografia
Di genitori maliani, Ladj Ly è cresciuto a Montfermeil, nel distretto di Bosquets. Appassionato di video, ha frequentato un corso di formazione multimediale e ha registrato i suoi primi video e documentari nel suo quartiere con i suoi amici registi Kim Chapiron e Romain Gavras.
Ha continuato a dirigere numerosi documentari, tra cui “365 jours a Clichy-Montfermeil”, nel 2005.
Il suo primo  lungometraggio, I miserabili, è stato nominato per i Golden Globe e selezionato per rappresentare la Francia agli Oscar del 2020.

## Filmografia

### Regista
- 365 jours à Clichy-Montfermeil (2007) - documentario
- Go Fast Connexion (2008) - cortometraggio
- 365 jours au Mali (2014) - documentario
- À voix haute: La Force de la parole (2017) - documentario
- Les Misérables (2017) - cortometraggio
- Chroniques de Clichy-Montfermeil (2017) - documentario
- I miserabili (Les Misérables) (2019)
- Gli indesiderabili (Bâtiment 5) (2023)

### Attore
- Sheitan, regia di Kim Chapiron (2006)
- Notre jour viendra, regia di Romain Gavras (2010)
- Il mondo è tuo (Le monde est à toi), regia di Romain Gavras (2018)
- Sakho & Mangane, regia di Jean-Luc Herbulot (2019)

## Premi e riconoscimenti
- European Film Awards
  - 2019: Miglior sceneggiatura per I miserabili
- Premio della giuria al Festival di Cannes 2019
- Premi César
  - 2020: Candidatura per il miglior regista per I miserabili
  - 2020: Candidatura per la migliore sceneggiatura originale per I miserabili